# سيلينيد الكالسيوم
سيلينيد الكالسيوم مركب كيميائي صيغته CaSe، ويوجد على شكل صلب بلوري.

## التحضير
يمكن تحضير المركب من تفاعل اختزال سيلينات الكالسيوم بغاز الهيدروجين:
{\displaystyle {\ce {CaSeO4 + 4 H2 -> CaSe + 4 H2O}}}
كما يمكن أن تتم عملية التحضير من تفاعل الكالسيوم مع سيلينيد الهيدروجين في وسط من الأمونيا السائلة:
{\displaystyle {\ce {Ca + H2Se -> CaSe + H2}}}

## الخواص
يوجد المركب في الشروط القياسية على شكل بلورات ذات نظام بلوري مكعب، وهي تتفكك عند التماس مع الماء.
يتفاعل المركب مع سيلينيد الإنديوم الثلاثي ليعطي المركب العنقودي CaIn2Se4.

## الاستخدامات
يمكن أن يستخدم سيلينيد الكالسيوم من المواد الفوسفورية المضيئة، حيث يعطي لوناً أزرق بالتحريض بالأشعة تحت الحمراء.